# Scrobigera pulchra
Scrobigera pulchra är en fjärilsart som beskrevs av Butler 1875. Scrobigera pulchra ingår i släktet Scrobigera och familjen nattflyn. Inga underarter finns listade.